# Rue des Sablons
Die Rue des Sablons ist eine 385 Meter lange und 10 Meter breite Straße im Quartier de la Porte-Dauphine des 16. Arrondissements von Paris.

## Lage
Die Place de Mexico teilt die Straße in zwei Teile: Sie verläuft jeweils als Einbahnstraße nach Norden zur Rue Saint-Didier und nach Süden zur Avenue Georges-Mandel. In der Verlängerung über die Avenue hinaus heißt die Straße Rue du Pasteur Marc Boegner.

## Namensursprung
Der Name erinnert an die ehemalige Sandebene (französisch Plaine des Sablons), eine Sandgrube die zwischen dem heutigen 16. Arrondissement und Neuilly-sur-Seine lag.

## Geschichte
Im Laufe der Geschichte hat sich die Länge der Straße mehrfach verändert. Ursprünglich verlief sie zwischen der Place de Mexico und der Place Possoz, die südlich der Avenue Georges-Mandel liegt, an der die Rue des Sablons heute endet. Der Abschnitt nördlich der Place de Mexico trug ursprünglich die Bezeichnung Rue des Bornes (deutsch Straße der Grenzsteine), weil sie an der Grenze des alten Dorfes Passy lag. Nach dessen Eingemeindung zu Paris wurden die beiden Straßen 1868 zusammengelegt und bildeten die historisch längste Rue des Sablons, die bis zum 10. März 1891 bestand. Am folgenden Tag wurde der Abschnitt südlich der Avenue Georges-Mandel abgetrennt und erhielt den neuen Namen Rue du Pasteur Marc Boegner (ein Teil der alten Rue Cortambert).

## Sehenswürdigkeiten
Das Gebäude mit der Nummer 28 wurde 1984 in die Liste der Kulturdenkmäler des 16. Arrondissements aufgenommen.